# Dicranomyia leptomera
Dicranomyia leptomera är en tvåvingeart som först beskrevs av Alexander 1972.  Dicranomyia leptomera ingår i släktet Dicranomyia och familjen småharkrankar. Inga underarter finns listade i Catalogue of Life.